# تپه‌های آتشفشان
تپه‌های آتشفشان ممکن است به یکی از موارد زیر اشاره داشته باشد:
- تپه‌های آتشفشان (کالیفرنیا)
- تپه‌های آتشفشان (نوادا)